# ماونت أند بليد 2: بانيرلورد
خيلُ و سيفٌ : سيد الراية (بالإنجليزية: Mount & Blade II: Bannerlord) هي 
الموقع الرسمي لي اللعبة سيرفر أو مجتمع العرب على منصة دسكوردلعبة فيديو إستراتيجية ولعب الأدوار تم تطويرها ونشرها بواسطة TaleWorlds Entertainment. إنها مقدمة للجزء الأول ماونت أند بليد، توسع مستقل للعبة 2008. تجري أحداث سيدالراية قبل 210 سنوات من سابقتها، تم إنشاء ستيم للعبة في أواخر عام 2016، في العام التالي، بدأت TaleWorlds في إصدار يوميات أسبوعية للمطورين توضح بالتفصيل عناصر اللعبة. تم إصدار نسخة الوصول المبكر من اللعبة في 30 مارس 2020 وسرعان ما أصبحت أكبر عملية إطلاق لهذا العام على Steam، حيث حققت أكثر من 200000 لاعب متزامن. تم التخطيط لإصدار نسخة لأجهزة الكونسول ولكن لا يوجد أي موعد بعد.

## أسلوب اللعب
خيلُ و سيفٌ : سيد الراية هي لعبة تقمص أدوار/إستراتيجية. فرضية اللعب الأساسية هي نفس الإدخالات السابقة في السلسلة: ينشئ اللاعب مجموعة من الجنود وينفذ المهام على خريطة الحملة، مع معارك تجري في ساحات القتال تسمح للاعب بالانخراط شخصيًا في القتال جنبًا إلى جنب مع قواته. ومع ذلك، يتضمن سيد الراية تحسينات كبيرة على العديد من عناصر اللعبة.
- معارك الحصار في سيد الراية تهدف إلى أن تكون إستراتيجية أكثر مما كانت عليه في وارباند. يمكن للاعب إنشاء مجموعة متنوعة من محركات الحصار المختلفة ووضعها بشكل استراتيجي قبل بدء المعركة لإستهداف أقسام معينة من تحصينات العدو. على خريطة الحملة العلوية، يمكن للاعب اختيار قصف الجدران، وربما إنشاء ثغرات يمكن استخدامها بمجرد بدء المعركة. لتثبيط القصف المطول على خريطة المعركة، فقط الشرافات والبوابات وآلات الحصار هي التي يمكن تدميرها أثناء المعركة الفعلية. يهدف تصميم القلاع والمدن الدفاعية إلى التحيز لصالح المدافعين؛ على سبيل المثال، غالبًا ما توجد ثقوب القتل في نقاط الاختناق الرئيسية، مما يسمح للمدافعين بقتل أعداد كبيرة من المهاجمين قبل أن يتمكنوا من اختراق البوابات.[10][11]

- يتميز سيد الراية بالعديد من التحسينات على العلاقات بين الشخصيات. يمكن للاعب استخدام نظام حوار أكثر تقدمًا من الأجزاء السابقة لمحاولة إقناع الشخصيات من غير اللاعبين بفعل الأشياء التي يريدونها. أثناء التحدث مع شخصية ما، يحتاج اللاعب إلى ملء شريط التقدم عن طريق دفع الحجج الخاصة به بنجاح؛ إذا تم ملء الشريط، فسوف تستسلم الشخصية للاعب. إذا لم تستسلم الشخصية للكلاك وحده، فيمكن للاعب استخدام نظام المقايضة في اللعبة لمحاولة رشوة الشخصية؛ يستخدم هذا النظام أيضًا في المعاملات المنتظمة بين اللاعب والتجار. إذا فشل اللاعب بشكل متكرر في إقناع الشخصية، فقد تصبح الصفقة مستحيلة وقد تتأثر العلاقة بينهما سلبًا.[12][13] يمكن أيضًا استخدام نظام الإقناع في الخطوبة والزواج من الشخصيات. بينما سمح وارباند للشخصيات بالزواج، قد يكون للاعب أيضًا أطفال مع زوجته في سيد الراية . إذا ماتت شخصية اللاعب، فيمكن لأحد أبنائه أن يرث جنودهم وإقطاعاتهم ويصبح شخصية اللاعب الجديدة.[14]

- يحتوي سيد الراية ، مثل وارباند، على مكون متعدد اللاعبين يسمح للاعبين بالمشاركة في القتال مع بعضهم البعض عبر مجموعة متنوعة من الخرائط وأنماط الألعاب. كما هو الحال في وارباند، يقتصر تعدد اللاعبين في سيد الراية على المعارك وهو منفصل عن الحملة، على الرغم من أن المطورين أبدوا اهتمامًا بإضافة لاعبين متعددين إلى الحملة من خلال محتوى قابل للتنزيل بعد الإصدار،[15]تستخدم بانيرلود نظام الفصل الذي يسمح للاعبين باختيار نوع الجندي الذي يريدون اللعب به. تنقسم الفئات إلى ثلاث فئات: المشاة، وسلاح الفرسان، والرماة. كل فئة لديها عناصر إيجابية وسلبية تتأثر بالعناصر الإيجابية والسلبية لفصيلهم بشكل عام. يختار اللاعبون الفئات باستخدام نظام النقاط، والذي يحل محل نظام النقود في وارباند.[16]

## القصة

### الأساسية
تجري أحداث سيدالراية في القارة الخيالية تسمى كالراديا ، قبل 210 سنة من أحداث وارباند، أثناء إنهيار إمبراطورية كالراديك وتشكيل أسلاف الفصائل التي ظهرت في وارباند يشبه سقوط إمبراطورية كالراديا سقوط الإمبراطورية الرومانية خلال فترة الهجرة وتشكيل العوالم الشرق أوسطية وشمال إفريقيا والأوروبية في أوائل العصور الوسطى. إن الدروع والملابس والأسلحة والهندسة المعمارية لكل فصيل مستوحاة من نظرائهم في العالم الحقيقي من 600 إلى 1100 ميلادية.

### الفصائل

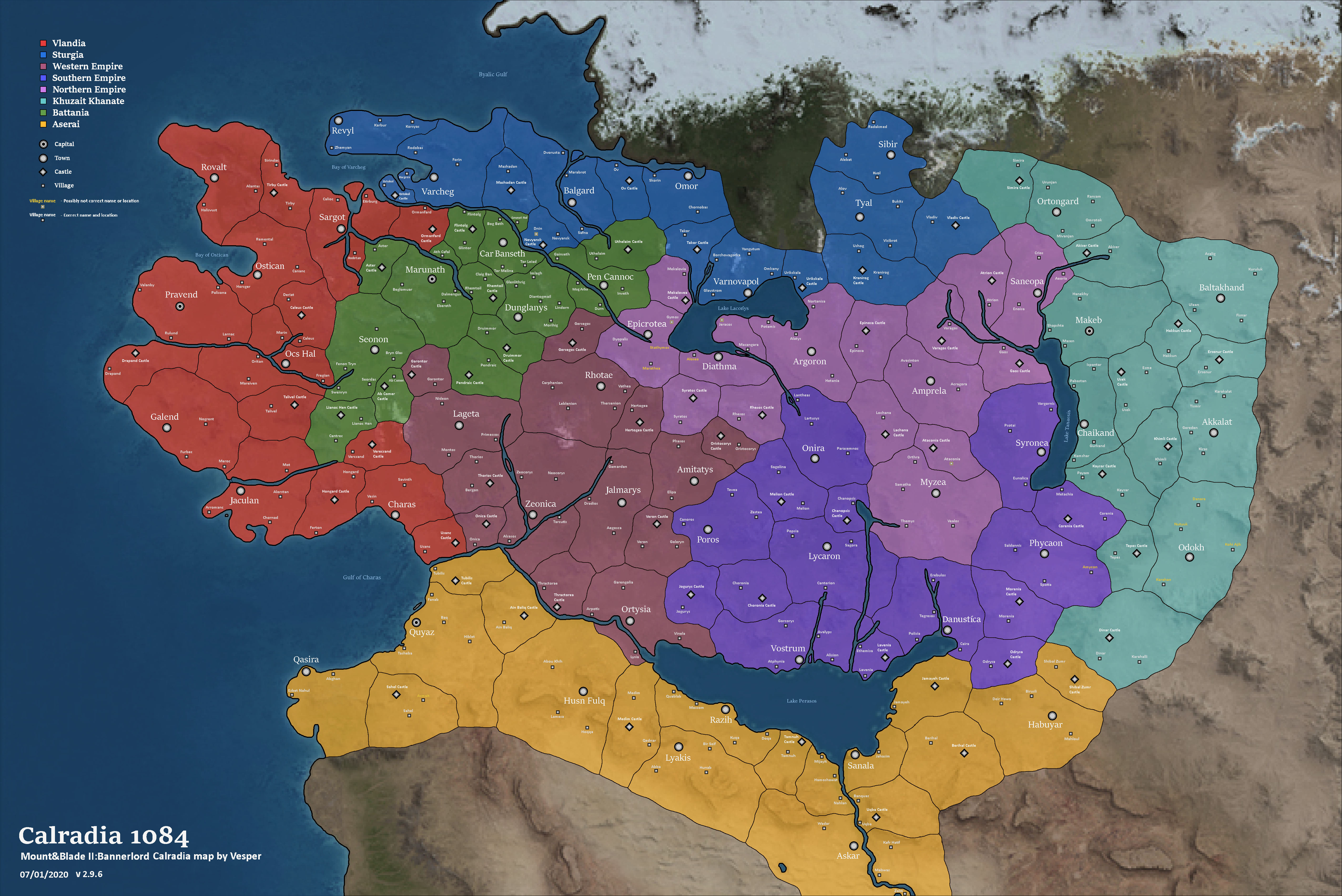
خريطة كالراديا سنة 1084

تشمل سيدالراية ثمانية فصائل أو ممالك رئيسيةتتكون كل واحدة من عدة عشائر وفصائل صغيرة متنافسة مع أهدافها الخاصة.
- كانت إمبراطورية كالراديك، التي تمثل اليونان وروما وبيزنطة، تمتلك كمية هائلة من الأراضي في كالراديا، لكنها ضعفت منذ ذلك الحين بسبب الغزوات من الشعوب الأخرى وبدء حرب أهلية أدت إلى اإنقسامها إلى ثلاثة ممالك.و يعتقد فصيل كالراديك الشمالي أن مجلس الشيوخ يجب أن يختار الإمبراطور، ويعتقد فصيل كالراديك الجنوبي أن أرملة أحدث إمبراطور يجب أن تصبح الإمبراطورة، ويعتقد فصيل كالراديك الغربي أن الجيش يجب أن يختار الإمبراطور. تستخدم كل فصائل كالراديك نفس الجنود وتوازنا من سلاح الفرسان الثقيل (بما في ذلك كاتافراكتس) والرامحين والرماة.[19]
- الفلانديون شعب إقطاعي متخصص في سلاح الفرسان الثقيل. وهي تستند إلى ممالك أوروبا الغربية في العصور الوسطى، ولا سيما النورمان.[20]
- يتخصص الستورجيون، الموجودون في الغابات الشمالية، في المشاة وهم مستوحون بشكل أساسي من الروس.[21]
- الأسيراي من الصحراء الجنوبية بارعون في كل من تكتيكات سلاح الفرسان والمشاة ويمثلون العرب قبل الإسلام.[22]
- يعتمد الخوزايت، وهم شعب بدوي يسكن السهوب الشرقية ويتخصصون في الرماية من على ظهور الخيل، ويمثلون والغوكتورك والقبجاق والخزر والمغول.[23]
- يسكن الباتانيون الغابات المركزية في كالراديا ويمثلون القلت؛ إنهم متخصصون في الكمائن وحرب العصابات.[24]

## فيديوهات عن اللعبة (روابط خارجية)
إعلان الإصدار المُبكر والذي صدر من الشركة المُصممة للعبة بتاريخ 30 مارس 2020.
معركة صحراوية التي كانت في أرض مفتوحة في النسخة التجريبية للعبة سنة 2017.
معركة حصار دفاعية التي كانت في قلعة يتوجب الدفاع عنها في النسخة التجريبية للعبة سنة 2016.